# Дрогон (герцог Шампані)
Дрогон (лат. Drogus, близько 670 — 708) — герцог Шампані у 690—708 роках.

## Життєпис
Походив із роду Арнульфідів-Піпінідів. Син Піпіна Герістальського та Плектруди. Народився близько 670 року. З 675 році почалася війна між Австразією та Нейстрією, яку розпочав мажордом останньої Еброїн. У 679 році його батько став мажордомом. У 680 році (за іншими відомостями 690) загинув двоюрідний брат Дрогона — Мартин, герцог Шампані. Після цього успадкував його титул. 688 року оженився з представницею нейстрійської знаті, щоб налагодити союз роду Піпінідів з аристократами Нейстрії.
До 695 року влада Піпіна Герістальського значно збільшилася. У 695 році Дрогон став мажордомом королівства Бургундія. У 697 році став герцогом Шампані.
Раптово захворів на хворобу, що йшла з гарячкою, і помер у 708 році. Його поховано у Меці.

## Родина
Дружина — Анструда, донька Ансфледа, колишнього мажордома Нейстрії та Бургундії
Діти:
- Гуго (?—730), аббат Сен-Дені
- Арнульф (690—723), герцог Шампані
- Годфрід
- Піпін (?—723)